# Тугаряк
Тугаря́к (рос. Тугаряк, башк. Түгәрәк) — присілок у складі Шаранського району Башкортостану, Росія. Входить до складу Нуреєвської сільської ради.
Населення — 3 особи (2010; 8 у 2002).
Національний склад:
- башкири — 100 %